# اودون ترستیانسکی
اودون ترستیانسکی (مجاری: Ödön Tersztyánszky; ۶ مارس ۱۸۹۰ – ۲۱ ژوئن ۱۹۲۹) شمشیرباز اهل مجارستان بود.
وی در مسابقات بین‌المللی در مجموع برندهٔ ۲ مدال طلا، ۱ مدال نقره، ۱ مدال برنز شده‌است. 